# NGC 1360
NGC 1360，或稱為知更鳥蛋星雲（Robin's Egg Nebula），是一個位於天爐座的行星狀星雲。該星雲因為光譜中強烈的OIII譜線而被歸類為行星狀星雲。一般相信該星雲的前身星在最後崩潰成為行星狀星雲以前，它在可見光影像中偏紅色的物質已經完全被拋出。它的表面光度略低於IC 2003。
該系統的中心恆星自1977年起就被懷疑是聯星，但直到2017 年才得到證實。中心源由一顆低質量的O型星和一顆白矮星組成，質量分別為0.555 M☉和0.679 M☉。
NGC 1360由德國天文學家弗里德里希·奧古斯特·特奧多爾·溫尼克發現。

## 圖集

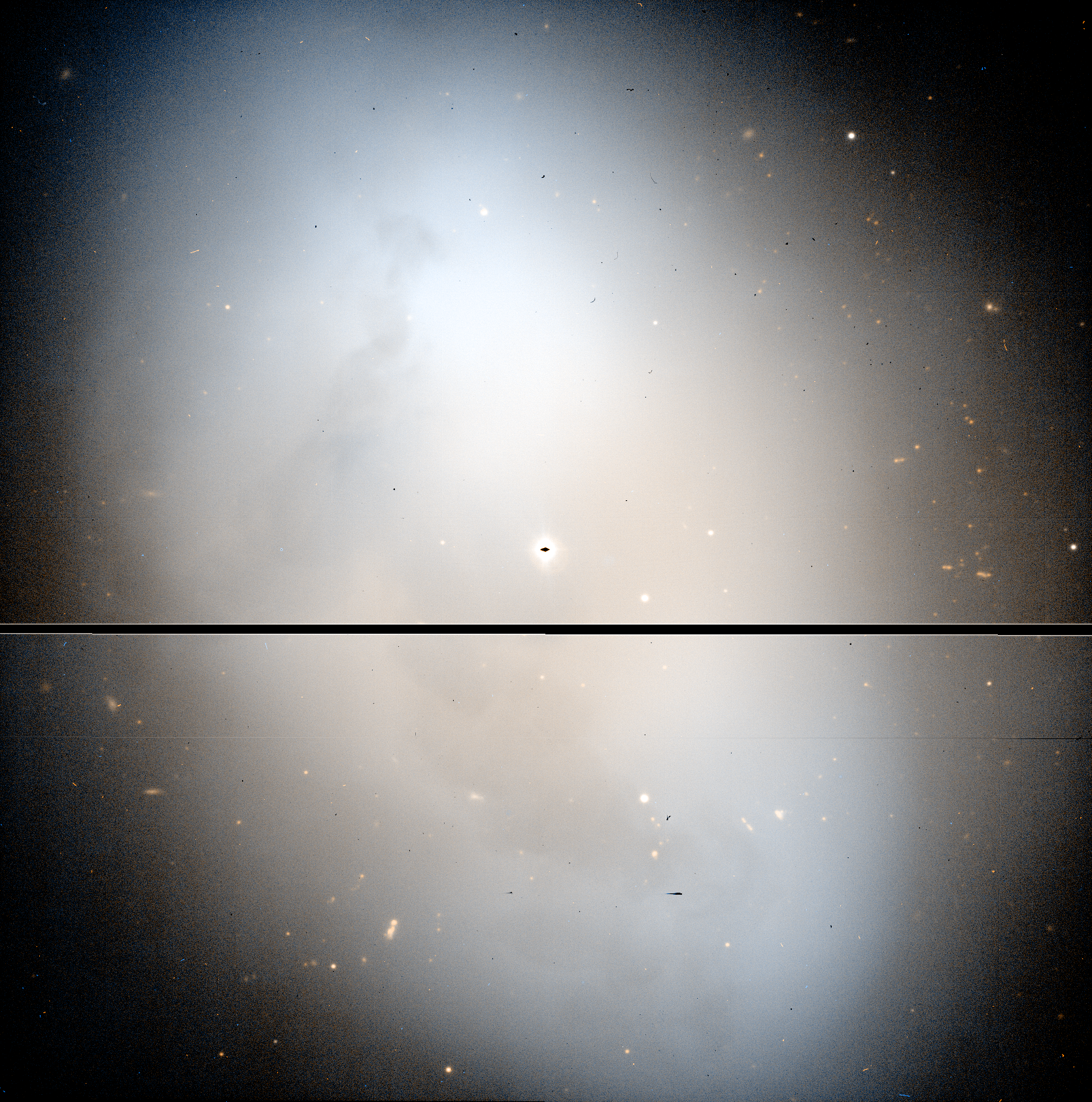
哈伯太空望遠鏡影像